# 小行星11592
小行星11592（11592 Clintkelly）是一颗绕太阳运转的小行星，为主小行星带小行星。该小行星于1995年3月23日发现。

## 轨道参数
小行星11592的轨道半长轴为2.2276061 UA，离心率为0.141。